# Uzsur
Uzsur (oroszul: Ужур) város Oroszország ázsiai részén, a Krasznojarszki határterületen, az Uzsuri járás székhelye.
Népessége: 16 093 fő (a 2010. évi népszámláláskor).

## Elhelyezkedése
A Krasznojarszki határterület délnyugati részén, Krasznojarszktól 300 km-re délnyugatra, két kis folyó: az Uzsurka és a Csernavka partján helyezkedik el. A város a Nazarovói-medence déli részén, az erdős sztyepp övben fekszik, az észak–déli irányú Acsinszk–Abakan vasútvonalon.
Uzsurnak délen közös határa van Szolnyecsnij zárt közigazgatási egységgel, mely az orosz hadászati rakétacsapatok egyik hadosztályának bázisa.

## Története
1760-ban keletkezett, sokáig hakaszok lakta kis falu (ulusz) volt. 1822-ben egy alsóbb szintű közigazgatási egység (voloszty) székhelye lett. 1926-ban indult meg a forgalom a vasútvonalon, amely bekapcsolta a települést a térség vérkeringésébe. 1953-ban kapott városi rangot. 

## Gazdasága
A vasúton kívül a város fejlődését a közelben található nefelin lelőhelyek kitermelése alapozta meg (a nefelin az aluminiumipar alapanyaga). A bányászott nefelint a közeli acsinszki timföldgyár dolgozza fel. 
A járás és a térség viszonylag fejlett mezőgazdasággal – gabonatermesztéssel és állattenyésztéssel – rendelkezik, ezért Uzsur az élelmiszerfeldolgozás helyi jelentőségű központja lett.